# Герб Слоніма

Сучасний герб міста

Герб Слоніма — герб міста Слонім в Білорусі. Золотий лев на синьому тлі, що тримає срібний герб «Лис». Затверджений 30 квітня 1998 року рішенням №194 Слонімського міського виконавчого комітету.

## Старий герб
Герб Слоніма «Лис» офіційно був затверджений 4 січня 1591 року. Він показує приналежність міста Льву Сапезі, оскільки герб «Лис» став родовим ще в початку XV століття. На блакитному полі герба зображений золотий лев, що стоїть на задніх лапах, він тримає в правій верхній лапі направлену вгору сріблясту стрілу з двома щаблинами на держаку. Назва герба «Лис» відноситься до дуже далеких часів. 
У книзі «Російська геральдика» О. Лакієр писав: 
|  | Лис є срібний спис або біла стріла, покладена в червоному полі і перехрещена двома білими щаблинами на зразок сокир. На шоломі видна до половини лисиця, обернена вліво. |

У гербі Слоніма немає зображення лисиці, залишена лише емблема стріли. Лисицю замінив лев — найулюбленіша тварина в гербах за їхнім символічним значенням. Він представник сили, мужності і великодушності. Назва цієї тварини співзвучна і з ім'ям самого Сапеги.

## Російський герб

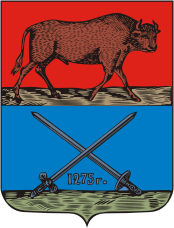
1845